# Barrio Santa Clara (Cabimas)
Santa Clara es uno de los sectores que forman la ciudad de Cabimas en el estado Zulia (Venezuela), pertenece a la parroquia Jorge Hernández.

## Ubicación
Se encuentra entre los sectores Gasplant y La Rosa al noroeste (Av Intercomunal), Santa Cruz al norte (calle San Mateo), Libertador al este (calle Oriental) y Corito y Los Postes Negros al sur (carretera L).

## Historia
Luego del reventón del pozo Barroso II (R4), llegaron trabajadores de distintas partes de Venezuela estableciéndose en campamentos improvisados alrededor del pozo, uno de ellos habitado por falconianos recibió el nombre de Santa Clara. Frente al Barroso.

## Zona Residencial
Santa Clara es un sector en forma triangular entre las calles Oriental, carretera L y Av Intercomunal, del lado de la Intercomunal tiene algunos locales comerciales y algunas fábricas abandonadas, muchos de sus terrenos son grandes producto de lagunas recientemente secadas.
Varios sitios que no se encuentran en Santa Clara son referenciados por la gente como pertenecientes al sector, como la Estación de Servicio Santa Clara ubicada en Avenida Intercomunal pero en el límite de la parroquia la rosa con la parroquia Jorge Hernández, el Mc Donald's Santa Clara en el sector el Gasplant, el pozo Barroso 2 en Gasplant, la razón probablemente es que muchos de estos sitios se encuentran exactamente al otro lado de la Av Intercomunal frente a Santa Clara.

## Vialidad y Transporte
Entre las calles que la atraviesan está la San Mateo que va de la Av Intercomunal a la 34. La línea Corito pasa por la calle Oriental y la Av Intercomunal.

## Sitios de Referencia
- La Grappette. Av Intercomunal. Ruinas de una fábrica de refrescos, todavía es referenciada para dar direcciones se encuentra frente al sector La Gloria.
- Centro de Estudiantes Universidad Nacional Experimental Rafael María Baralt (UNERMB). Av Intercomunal. Ruinas de un antiguo banco ocupadas por los estudiantes.